# Frederick A. Askew Skuse
Frederick A. Askew Skuse (1863 - 10 de junio de 1896) fue un entomólogo británico-australiano .

## Biografía

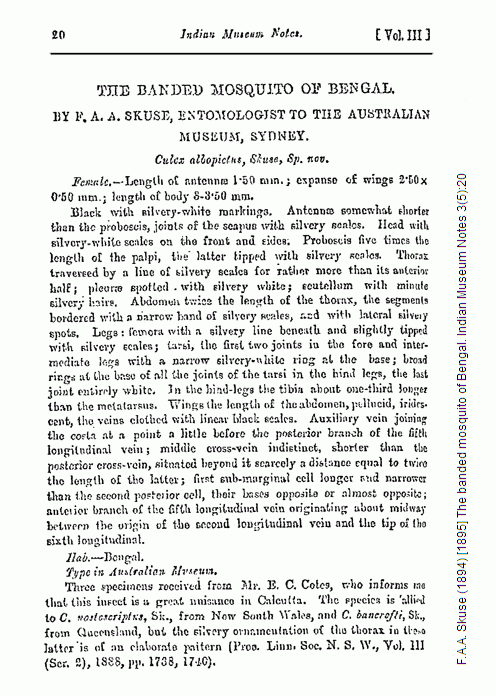
Descripción de Skuse del mosquito tigre asiático bajo el nombre de Culex albopictus.

Frederick Arthur Askew Skuse, hijo de Thomas Edmund y Jane Skuse, fue bautizado el 17 de junio de 1866 en Santa María, Portsea, Portsmouth, Inglaterra.
Estudió en el Museo de Historia Natural de Londres antes de viajar a Australia en 1886. Encontró un puesto en el Museo Australiano en Sídney, y trabajó en la colección de moscas australianas. En 1890, fue ascendido a Asistente Científico. Ocupó este cargo hasta su muerte prematura en 1896. Él fue el primero en describir científicamente el mosquito tigre asiático, al que nombró Culex albopictus.

## Fuente
- Anthony Musgrave (1932). Bibliography of Australian Entomology, 1775-1930, with biographical notes on authors and collectors, Royal Zoological Society of New South Wales (Sídney): viii + 380.